# 思想者90空對空飛彈
思想者90（波斯語：فکور ۹۰）是一款由伊朗所生產的空對空飛彈，整體基於AIM-54“鳳凰”。最初它只掛載在伊朗操作的F-14“雄貓”以上使用。雖然尚未確認在服役中使用，可這款導彈也掛載於伊朗米格-29“支點”战斗机、F-4“幽靈II”戰鬥機以及蘇-24“劍士”战斗轰炸机以上進行了使用測試。

## 概述
該導彈是由伊朗陆军、國防和武裝部隊後勤部，以及空軍共同研發。2011年10月，伊朗宣布該導彈已進入批量生產階段。公布以後，外界推測此為伊朗逆向工程原鳳凰導彈的產物。
2017年4月，哈桑·鲁哈尼在伊朗國防部最新成果展覽當中的訪問期間，正式公開思想者90遠程空對空導彈。伊朗國營電視台播放了與該展覽相關的视频，其中包括由伊朗空军所屬的F-14“雄貓”試射一枚思想者90導彈的片段。
2018年7月23日，隨著美國撕毀伊朗核問題全面協議以及伊朗在叙利亚内战當中與俄軍合作導致美國所支持的叛軍節節敗退，兩國關係白熱化；伊朗軍方宣布正在大規模生產“鳳凰”雷達制導式空對空導彈的仿製型，並且正式命名為「思想者90」（Fakour-90）。
伊朗国防部长、参谋长联席会议主席共同出席了伊朗思想者90导弹批量生产开工典礼，以紀念該項宣布；在仪式上，伊朗國防部長阿米爾·哈塔米准將说，「这种导弹是伊朗航空工业的专家和科学家突破封锁，立足本国技术能力的成果，我们在这里宣布，“思想者90”导弹生产线的完整性和生产水平已经通过验收，正式进入生产」。他亦聲稱，該導彈可以由多款飛機所掛載。該儀式以上至少展示了六枚該導彈以及另外五枚該導彈的前端。伊朗媒體報導說，它的射程為300公里，速度為5馬赫，其製導系統使其能夠獨立於發射飛機的雷達打擊目標。推斷由於採用了現代21世紀的半導體電子技術去製造當年的鳳凰飛彈，使其效能有不少改進，重量也減輕1⁄3使得射程增加數十公里。但其實際性能與改進細節外界不得而知。
儘管大多數消息來源都報導，思想者90是AIM-54“鳳凰”的彷製型，但亦有分析家認為思想者90實際上是MIM-23“鷹”式導彈的空射化版本，只有其控制面來自AIM-54“鳳凰”。思想者90被独立分析家认为其性能数据包含的宣传内容太大，分析其射程不如原始型AIM-54“鳳凰”而受到批評。

## 使用國
- 伊朗

## 資料來源
1. ↑  . theaviationist.   [2015-10-16]. （原始内容存档于2015-09-23）.
2. ↑  . english.farsnews.   [2015-10-16]. （原始内容存档于2013-10-16）.
3. ↑  . entekhab.   [2015-10-16]. （原始内容存档于2016-03-04）.
4. ↑   [The new generation of airborne missile range to 300 km will be]. farsnews.   [2015-10-16]. （原始内容存档于2016-03-04）.
5. ↑  Sanford, Stephen. . stephensanford.substack.com.   [2022-09-22]. （原始内容存档于2022-09-24） （英语）.
6. ↑  . pana.   [2015-10-16]. （原始内容存档于2015-10-04）.
7. ↑  . defapress.   [2015-10-16]. （原始内容存档于2015-10-04）.
8. ↑  . rmytech.   [2015-10-16]. （原始内容存档于2015-09-28）.
9. ↑  . jamejamonline.   [2015-10-16]. （原始内容存档于2015-08-26）.
10. ↑  .   [2017-04-21]. （原始内容存档于2017-04-16）.
11. ↑  سیما, IRIB NEWS AGENCY | خبرگزاری صدا و. . IRIB NEWS AGENCY | خبرگزاری صدا و سیما.   [2017-04-21]. （原始内容存档于2017-04-19） （波斯语）.
12. ↑  . آپارات.   [2017-04-21]. （原始内容存档于2017-04-22） （波斯语）.
13. ↑  .   [2020-06-13]. （原始内容存档于2018-11-12）.
14. ↑  Binnie, Jeremy. . 2018-07-24  [2020-04-09]. （原始内容存档于2019-04-14）.
15. 1 2  .   [2020-04-09]. （原始内容存档于2018-07-27）.

## 外部連結
- （英文）—Video Alert: Watch an Iranian F-14A Launch a Fakour-90 Air-To-Air Missile | The National Interest （页面存档备份，存于）
- （英文）—The Iranian Air Force’s Greatest Asset? Lethal Fakour-90 Air to Air Missiles Put Into Mass Production （页面存档备份，存于）
- （英文）—Iran Begins Mass Production of Fakour-90 Missile | Israel Defense （页面存档备份，存于）